# Woodhouse House (Virginia Beach)
Koordinaten: 36° 43′ 49″ N, 76° 3′ 4″ W

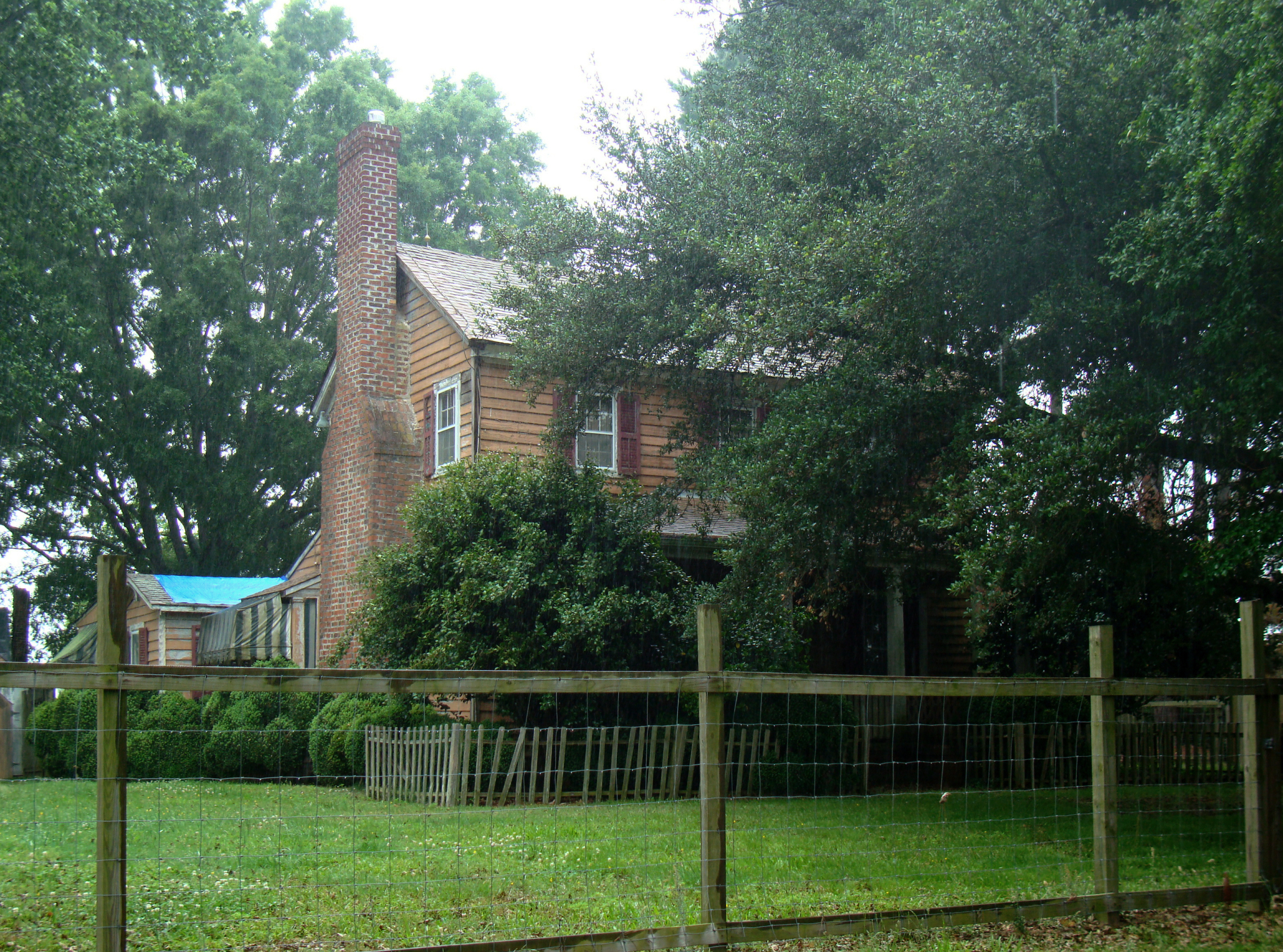
Vorderseite des Woodhouse House im Mai 2012

Das Woodhouse House in Virginia Beach, Virginia, auch bekannt als Fountain House oder Simmons House, ist ein 1810 erbautes Wohnhaus im Federal Style. Es wurde 2007 in das National Register of Historic Places aufgenommen. Das Gebäude befindet sich südlich des Virginia Beach Courthouse, ist aber trotz zunehmender fortschreitender städtischer Bebauung immer noch von Farmland umgeben.

## Anwesen
Das Haus ist ein in Ständerbauweise erbautes Holzhaus mit zwei Stockwerken. Der Schornstein ist im Amerikanischen Verband aus Backsteinen gemauert, doch der obere Teil wurde im Flämischen Verband ausgeführt und mit Schindeln aus Teerpappe versehen. Die Küche und das Räucherhaus wurden 1904 errichtet. Eine Garage, eine Scheune, ein Brunnenhaus und ein Schuppen entstanden Mitte des 20. Jahrhunderts, Ende des 20. Jahrhunderts wurde ein Swimming-Pool hinzugefügt. Die Familienfriedhöfe der Familien Woodhouse und Simmons befinden sich ebenfalls auf dem Grundstück. Die Grabstätten der Familie Woodhouse liegen in der Nähe einer zerfallenen Scheune. Die Gräber der Familie Simmons liegen abseits von den Gebäuden in der nordöstlichen Ecke des Grundstückes.
Das Grundstück hatte ursprünglich eine Fläche von 75 Acre (rund 28 Hektar). Thomas Woodhouse kaufte es 1811 von John Frizzell. Woodhouse starb 1813 im Alter von 39 Jahren und hinterließ das Anwesen seinem Bruder Henry Woodhouse. Henry vergrößerte es mit der Zeit und verkaufte 1849 insgesamt 102 Acre (41 Hektar) an Andrew Simmons. Simmons kaufte im Laufe der Zeit ebenfalls Land hinzu und so umfasste das Anwesen zum Zeitpunkt seines Todes in den 1880er Jahren eine Fläche von 267 Acre (rund 108 Hektar). Seine Hinterbliebenen verkauften es an William D. Woodhouse, der ein Nachkomme von Thomas Woodhouse war. 1889 verkaufte William Woodhouse das Land an Reuben Fountain, der auf einem Nachbargrundstück lebte. Es ist noch heute im Besitz dieser Familie. Die fortschreitende Stadtentwicklung hat die Fläche des Grundstücks auf etwas über 50 Acre (20 Hektar) schrumpfen lassen, das Haus selbst und seine Nebengebäude nehmen etwa ein Acre davon ein.
Das Haus ist eines der wenigen Gebäude seines Typs in Virginia Beach und reflektiert den Übergang von der kolonialen und georgianischen Architektur zu der des Federal Style in dieser Region.

## Belege
1. ↑  
National Register Information System. In: National Register of Historic Places. National Park Service, abgerufen am 9. Juli 2010 (englisch).
2. ↑  
Notes on Virginia. (PDF; 3,4 MB) Virginia Department of Historic Resources, 2007, S. 39, abgerufen am 29. Mai 2012 (englisch).
3. 1 2 3 4  
Woodhouse House. (PDF; 430 kB) In: Virginia Department of Historic Resources. United States Department of the Interior, 24. April 2007, abgerufen am 20. Mai 2012 (englisch).